# 世界足球 胜利十一人6
《世界足球 胜利十一人6》是一款由科乐美公司制作和发行的足球类游戏。本游戏于2002年4月25日在日本地区PlayStation 2发行，于2002年10月25日在欧洲地区发行。
本游戏是最后一版在PlayStation发行的实况足球。游戏中，只有日本国家队得到了官方授权，其他队伍仍然具有真实的球员姓名。
PlayStation 2版本得到普遍好评。《Fami通》给予本游戏以及最后进化版本同为36/40的分数。